# Lotus Elite
Под наименованием Elite компания Lotus Cars выпускала две модели автомобилей.

## Модель 1957 года
Первый Lotus Elite или Lotus Type 14 производился с 1957 по 1962 год включительно и являлся ультралёгким двухместным автомобилем с независимой подвеской всех 4-х колёс и закрытым кузовом. Привод осуществлялся на задние колёса через 4-скоростную КПП.
Кузов типа купе изготавливался из стеклопластика и был усилен стальной рамой в местах крепления двигателя и передней подвески. Небольшой вес, даже при использовании 75-сильного (55 кВт) двигателя Coventry-Climax, позволил достигнуть хороших динамических показателей. Elite, оборудованные двигателями CLIMAX, шесть раз выигрывали гонки «24 часа Ле-Мана» в своём классе.
Машина имела маленький коэффициент аэродинамического сопротивления — всего 0.29 — хороший показатель даже для современных автомобилей. Это тем более замечательный показатель, если учесть, что при конструировании не применялось компьютерное моделирование и тестирование в аэродинамической трубе.
Всего было выпущено чуть более 1000 машин.

## Модель 1974 года
Четырёхместный Elite II или Lotus Type 75 (позже Lotus Type 83) производился с 1974 по 1982 годы.
Стеклопластиковый кузов Elite II, монтировался на стальное шасси. Автомобиль имел независимую подвеску всех 4-х колёс и полностью алюминиевый двигатель. Двигатель Lotus 907 с двумя распредвалами имел 4 клапана на цилиндр. Автомобиль поставлялся с 5-скоростной ручной КПП, а с января 1976 года в качестве опции предоставлялась 4-скоростная автоматическая КПП.
Автомобиль Elite и Elite II (а также это относится и к Lotus Eclat) знамениты тем, что они весили не более 907 кг (2000 lb).